# King of the Cage
King of the Cage, også kendt som KmK, er en mixed martial arts (MMA) organisation, der holder til i Sydcalifornien i USA.

## Historie
KOTC blev grundlagt i 1998 af Terry Trebilcock. KOTC har for det meste amatør såvel som kommende MMA stjerner og tidligere mainstream-kæmpere.
KOTC har afholdt et flertal af sine arrangementer på amerikanske kasinoer over hele USA. KOTC arrangerer også begivenheder i Canada, Australien og Japan. King of The Cage-arrangementer bliver også udsendt på de fleste nationale pay-per-view-platforme. Cage announceren for KOTC er Dean Sten.